# 바리오 박물관

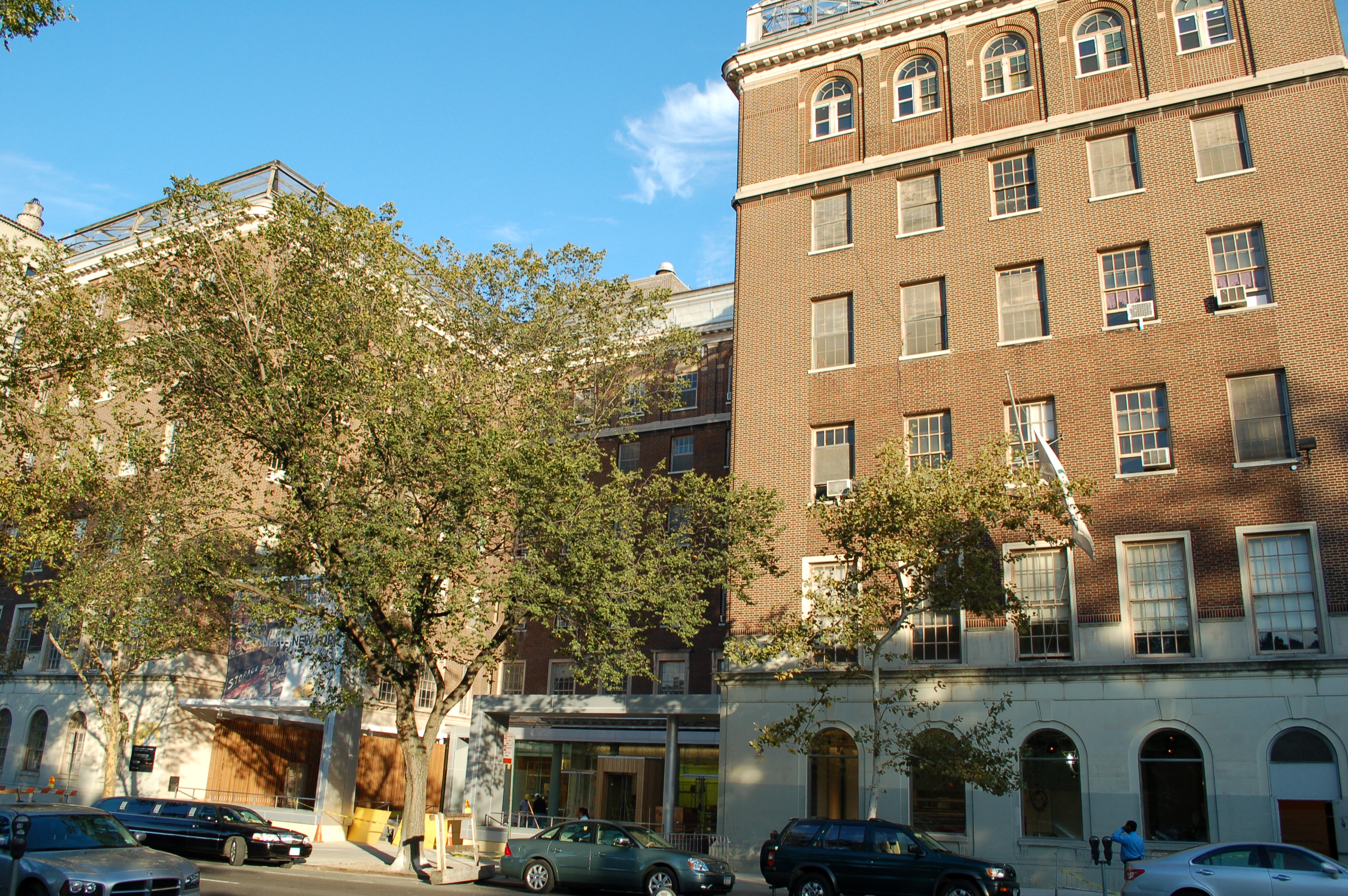
바리오 박물관

바리오 박물관(El Museo del Barrio)은 미국 뉴욕 이스트할렘에 위치한 라틴 박물관이다. 1969년 개관하였으며, 라틴 문화에 관한 자료들이 전시되어 있다.